# Lovča (Donji Kukuruzari)
Lovča falu Horvátországban, a Sziszek-Monoszló megyében. Közigazgatásilag Donji Kukuruzari községhez tartozik.

## Fekvése
Sziszek városától légvonalban 26, közúton 42 km-re délre, községközpontjától légvonalban 10, közúton 15 km-re nyugata, a Zrinyi-hegység területén, a Lovča-patak partján fekszik. A megye egyik legelzártabb települése, mely a legközelebbi falutól is 8 km-re, erdőktől körülvéve található. Három településrészből, Donja, Srednja és Gornja Lovčából áll.

## Története
A mai Lovča helyén már a középkorban állt település, ezt bizonyítja a falu felett az erdőben található középkori templomrom. A középkorban az a terület a Zrínyiek birtoka volt. A török az 1577-es és 1578-as évek nagy harcaiban foglalta el, amikor az egész térség török kézre került.
A mai Lovča a török kiűzése után betelepített falvak közé tartozik. Az 1683 és 1699 között zajlott felszabadító harcokat a karlócai béke zárta le, melynek eredményeként a török határ az Una folyóhoz került vissza. Az első pravoszláv népesség 1690 körül érkezett. Ők Boszniából a bosanska dubicai moštanicai monostor szerzeteseivel és Ljubojević Atanáz metropolita vezetésével érkeztek és megalapították a közeli komogovinai pravoszláv kolostort. 1696-ban a szábor a bánt tette meg a Kulpa és az Una közötti határvédő erők parancsnokává, melyet hosszas huzavona után 1704-ben a bécsi udvar is elfogadott. Ezzel létrejött a Báni végvidék, horvátul Banovina, vagy Banja. Az osztrák generálisok azonban védelmi célból a Zrínyi-hegység vidékére a török határövezetből érkezett pravoszláv katonákat, köznevükön martalócokat telepítettek be azokat, akik korábban török szolgálatban éppen a horvát falvak és városok fosztogatását végezték. Ekkor már nemcsak a határövezetből, hanem Hercegovina, Nyugat-Szerbia, Montenegró, Koszovó és Metohija, valamint Bosznia más vidékeiről is számos szerb család érkezett. Ezzel e vidék etnikai összetétele véglegesen megváltozott.
1773-ban az első katonai felmérés térképén „Dorf Lovcha” néven, Lipszky János 1808-ban Budán kiadott repertóriumában szintén „Lovcha” néven szerepel.  Nagy Lajos 1829-ben kiadott művében ugyancsak „Lovcha” néven 42 házzal és 212 görögkeleti vallású lakossal találjuk. A katonai határőrvidék kialakítása után a Petrinya központú második báni ezredhez tartozott. A katonai közigazgatás megszüntetése után Zágráb vármegye részeként a Petrinyai járásának része volt. 1857-ben 315, 1910-ben 527 lakosa volt. 1918-ban az új szerb-horvát-szlovén állam, majd később Jugoszlávia része lett.
Különösen nehéz időszakot élt át a térség lakossága a II. világháború alatt. 1941-ben a németbarát Független Horvát Állam része lett, de a lakosság egy része felkelt az új rend ellen. A délszláv háború előtt lakosságának 99%-a szerb nemzetiségű volt. 1991. június 25-én a független Horvátország része lett. A délszláv háború idején szerb lakossága a szerb erőkhöz csatlakozott. A Krajinai Szerb Köztársasághoz tartozott. A falut 1995. augusztus 7-én a Vihar hadművelettel foglalta vissza a horvát hadsereg. A szerb lakosság többsége elmenekült. A településnek 2011-ben 19 lakosa volt.

## Népesség
| Lakosság változása | Lakosság változása | Lakosság változása | Lakosság változása | Lakosság változása | Lakosság változása | Lakosság változása | Lakosság változása | Lakosság változása | Lakosság változása | Lakosság változása | Lakosság változása | Lakosság változása | Lakosság változása | Lakosság változása | Lakosság változása |
| ------------------ | ------------------ | ------------------ | ------------------ | ------------------ | ------------------ | ------------------ | ------------------ | ------------------ | ------------------ | ------------------ | ------------------ | ------------------ | ------------------ | ------------------ | ------------------ |
| 1857               | 1869               | 1880               | 1890               | 1900               | 1910               | 1921               | 1931               | 1948               | 1953               | 1961               | 1971               | 1981               | 1991               | 2001               | 2011               |
| 315                | 333                | 395                | 386                | 431                | 527                | 489                | 534                | 350                | 363                | 321                | 232                | 167                | 107                | 26                 | 19                 |

## Nevezetességei
- Szent Miklós püspök tiszteletére szentelt pravoszláv temploma 1941-ben az usztasa rombolás áldozata lett. A templom helyén, az egykori iskola közelében ma egy vadles alakú harangláb áll.
- Srednja Lovča felett nyugatra a 478 méretes magasságban fekvő Crkvište nevű helyen az erdőben középkori templom maradványai találhatók.